# Maira Cipriano
Maira Cipriano Claro est une joueuse brésilienne de volley-ball née le 7 mars 1995 à Itanhandu. Elle joue au poste de réceptionneur-attaquant.

## Palmarès

### Équipe nationale
Championnat du Monde féminin des moins de 20 ans:
- 2013

Championnat d'Amérique du Sud U-22:
- 2016

Championnat d'Amérique du Sud:
- 2019[2]